# Oscar 1937
A 9.ª cerimônia de entrega dos Academy Awards (ou Oscars 1937), apresentada pela Academia de Artes e Ciências Cinematográficas, premiou os melhores atores, técnicos e filmes de 1936 no dia 4 de março de 1937, em Los Angeles e teve  como mestre de cerimônias George Jessel.
Este ano marcou a introdução das categorias de Melhor Ator Coadjuvante e Melhor Atriz Coadjuvante, e foi o primeiro ano em que os prêmios de direção e atuação foram fixados em cinco indicados por categoria.
O drama The Great Ziegfeld foi premiado na categoria de melhor filme.

## Indicados e vencedores
| Melhor Filme - The Great Ziegfeld – Hunt Stromberg para a Metro-Goldwyn-Mayer - Anthony Adverse – Henry Blanke para a Warner Bros. - Dodsworth – Samuel Goldwyn e Merritt Hulbert para a Samuel Goldwyn Prod. e United Artists - Libeled Lady – Lawrence Weingarten para a Metro-Goldwyn-Mayer - Mr. Deeds Goes to Town – Frank Capra para a Columbia - Romeo and Juliet – Irving Thalberg para a Metro-Goldwyn-Mayer - San Francisco – John Emerson e Bernard H. Hyman para a Metro-Goldwyn-Mayer - The Story of Louis Pasteur – Henry Blanke para a Warner Bros. - A Tale of Two Cities – David O. Selznick para a Metro-Goldwyn-Mayer - Three Smart Girls – Joe Pasternak e Charles R. Rogers para a Universal | Melhor Diretor - Frank Capra – Mr. Deeds Goes to Town - Gregory La Cava – My Man Godfrey - Robert Z. Leonard – The Great Ziegfeld - W. S. Van Dyke – San Francisco - William Wyler – Dodsworth |
| Melhor Ator/Actor (Principal) - Paul Muni – The Story of Louis Pasteur - Gary Cooper – Mr. Deeds Goes to Town - Walter Huston – Dodsworth - William Powell – My Man Godfrey - Spencer Tracy – San Francisco | Melhor Atriz/Actriz (Principal) - Luise Rainer – The Great Ziegfeld - Irene Dunne – Theodora Goes Wild - Gladys George – Valiant Is the Word for Carrie - Carole Lombard – My Man Godfrey - Norma Shearer – Romeo and Juliet |
| Melhor Ator/Actor Coadjuvante/Secundário - Walter Brennan – Come and Get It - Mischa Auer – My Man Godfrey - Stuart Erwin – Pigskin Parade - Basil Rathbone – Romeo and Juliet - Akim Tamiroff – The General Died at Dawn | Melhor Atriz/Actriz Coadjuvante/Secundária - Gale Sondergaard – Anthony Adverse - Beulah Bondi – The Gorgeous Hussy - Alice Brady – My Man Godfrey - Bonita Granville – These Three - Maria Ouspenskaya – Dodsworth |
| Melhor História Original - The Story of Louis Pasteur – Pierre Collings e Sheridan Gibney - Fury – Norman Krasna - The Great Ziegfeld – William Anthony McGuire - San Francisco – Robert Hopkins - Three Smart Girls – Adele Comandini | Melhor Roteiro/Argumento - The Story of Louis Pasteur – Pierre Collings e Sheridan Gibney - After the Thin Man – Frances Goodrich e Albert Hackett, baseado em uma história de Dashiell Hammett - Dodsworth – Sidney Howard por Dosdworth (peça) de Howard e Dodsworth (livro) de Sinclair Lewis - Mr. Deeds Goes to Town – Robert Riskin por Opera Hat de Clarence Budington Kelland - My Man Godfrey – Eric Hatch e Morris Ryskind por 1101 Park Avenue de Hatch |
| Melhor Curta-metragem em Uma Bobina - Bored of Education – Hal Roach e MGM - Moscow Moods – Paramount - Wanted – A Master – Pete Smith e MGM | Melhor Curta-metragem em Duas Bobinas - The Public Pays – MGM - Double or Nothing – Warner Bros. - Dummy Ache – RKO Radio |
| Melhor Trilha Sonora/Banda Sonora - Anthony Adverse – Warner Bros. Studio Music Department - The Charge of the Light Brigade – Warner Bros. Studio Music Department - The Garden of Allah – Selznick International Pictures Music Department - The General Died at Dawn – Paramount Studio Music Department - Winterset – RKO Radio Studio Music Department | Melhor Canção original - "The Way You Look Tonight" por Swing Time – Música de Jerome Kern; Letra de Dorothy Fields - "Did I Remember" por Suzy – Música de Walter Donaldson; Letra de Harold Adamson - "I've Got You Under My Skin" por Born to Dance – Música e Letra de Cole Porter - "A Melody From the Sky" por The Trail of the Lonesome Pine – Música de Louis Alter; Letra de Sidney Mitchell - "Pennies from Heaven" por Pennies from Heaven – Música de Arthur Johnston; Letra de Johnny Burke - "When Did You Leave Heaven" por Sing, Baby Sing – Música de Richard A. Whiting; Letra de Walter Bullock |
| Melhor Coreografia - The Great Ziegfeld – Seymour Felix - Born to Dance – Dave Gould - Cain and Mabel – Bobby Connolly - Dancing Pirate – Russell Lewis - Gold Diggers of 1937 – Busby Berkeley - One in a Million – Jack Haskell - Swing Time – Hermes Pan | Melhor Mixagem/mistura de Som - San Francisco – Douglas Shearer - Banjo on My Knee – Edmund H. Hansen - The Charge of the Light Brigade – Nathan Levinson - Dodsworth – Thomas T. Moulton - General Spanky – Elmer A. Raguse - Mr. Deeds Goes to Town – John P. Livadary - The Texas Rangers – Franklin Hansen - That Girl from Paris – John Aalberg - Three Smart Girls – Homer G. Tasker |
| Melhor Direção de Arte - Dodsworth – Richard Day - Anthony Adverse – Anton Grot - The Great Ziegfeld – Cedric Gibbons, Eddie Imazu, e Edwin B. Willis - Lloyd's of London – William S. Darling - The Magnificent Brute – Albert S. D'Agostino e Jack Otterson - Romeo and Juliet – Cedric Gibbons, Fredric Hope, e Edwin B. Willis - Winterset – Perry Ferguson | Melhor Cinematografia/Fotografia - Anthony Adverse – Tony Gaudio - The General Died at Dawn – Victor Milner - The Gorgeous Hussy – George J. Folsey |
| Melhor Edição/Montagem - Anthony Adverse – Ralph Dawson - Come and Get It – Edward Curtiss - The Great Ziegfeld – William S. Gray - Lloyds of London – Barbara McLean - A Tale of Two Cities – Conrad A. Nervig - Theodora Goes Wild – Otto Meyer | Melhor Animação em Curta-metragem - The Country Cousin – Walt Disney Productions e United Artists - The Old Mill Pond – Harman-Ising e MGM - Popeye the Sailor Meets Sindbad the Sailor – Fleischer Studios e Paramount |
| Melhor Curta-Metragem Colorido - Give Me Liberty – Warner Bros. - La Fiesta de Santa Barbara – Louis Lewyn e MGM - Popular Science J-6-2 – Paramount | Melhor Diretor Assistente - Jack Sullivan – The Charge of the Light Brigade - William Cannon – Anthony Adverse - Eric G. Stacey – The Garden of Allah - Clem Beauchamp – The Last of the Mohicans - Joseph M. Newman – San Francisco |

### Prêmios Especiais[2]
- Ao The March of Time por sua importância para os filmes e por ter revolucionado um dos ramos mais importantes da indústria - o noticiário.
- A W. Howard Greene e Harold Rosson pela cinematografia em cores da Selznick International Productions, O Jardim de Alá.

### Múltiplas indicações
- 7 indicações: Anthony Adverse, Dodsworth e The Great Ziegfeld
- 6 indicações: My Man Godfrey e San Francisco
- 5 indicações: Mr. Deeds Go to Town
- 4 indicações: Romeo and Juliet e The Story of Louis Pasteur
- 3 indicações: The Charge of the Light Brigade, The General Died at Dawn e Three Smart Girls
- 2 indicações: Born to Dance, Come and Get it, Garden of Allah, The Gorgeous Hussy, Lloyds of London, Swing Time, A Tale of Two Cities, Theodora Goes Wild e Winterset